# Mirosław Bogucki
Mirosław Bogucki (ur. 13 października 1958) – polski koszykarz występujący na pozycji skrzydłowego, reprezentant Polski.
Wspólnie ze starszym bratem Zbigniewem występował wiele lat w Spójni oraz Wybrzeżu Gdańsk.

## Osiągnięcia
Klubowe
- Mistrz Polski (1978)
- Wicemistrz Polski (1980, 1984)
- 2-krotny zdobywca Pucharu Polski (1978, 1979)
- Finalista Pucharu Polski (1983)

Reprezentacja
- Wicemistrz Europy Oldbojów (2014)[3]